# Veľké Uherce
Veľké Uherce (em húngaro: Nagyugróc) é um município da Eslováquia, situado no distrito de Partizánske, na região de Trenčín. Tem 27,79 km² de área e sua população em 2018 foi estimada em 2.016 habitantes.

## Demografia
| Ano:        | 1994 | 2004   | 2014   | 2024   |
| ----------- | ---- | ------ | ------ | ------ |
| Broj ljudi: | 1897 | 1983   | 2025   | 1980   |
| Razlika:    |      | +4,53% | +2,11% | -2,22% |

| Ano:               | 2023 | 2024   |
| ------------------ | ---- | ------ |
| Número de pessoas: | 1998 | 1980   |
| Diferença:         |      | -0,90% |